# 노던콜로라도 대학교

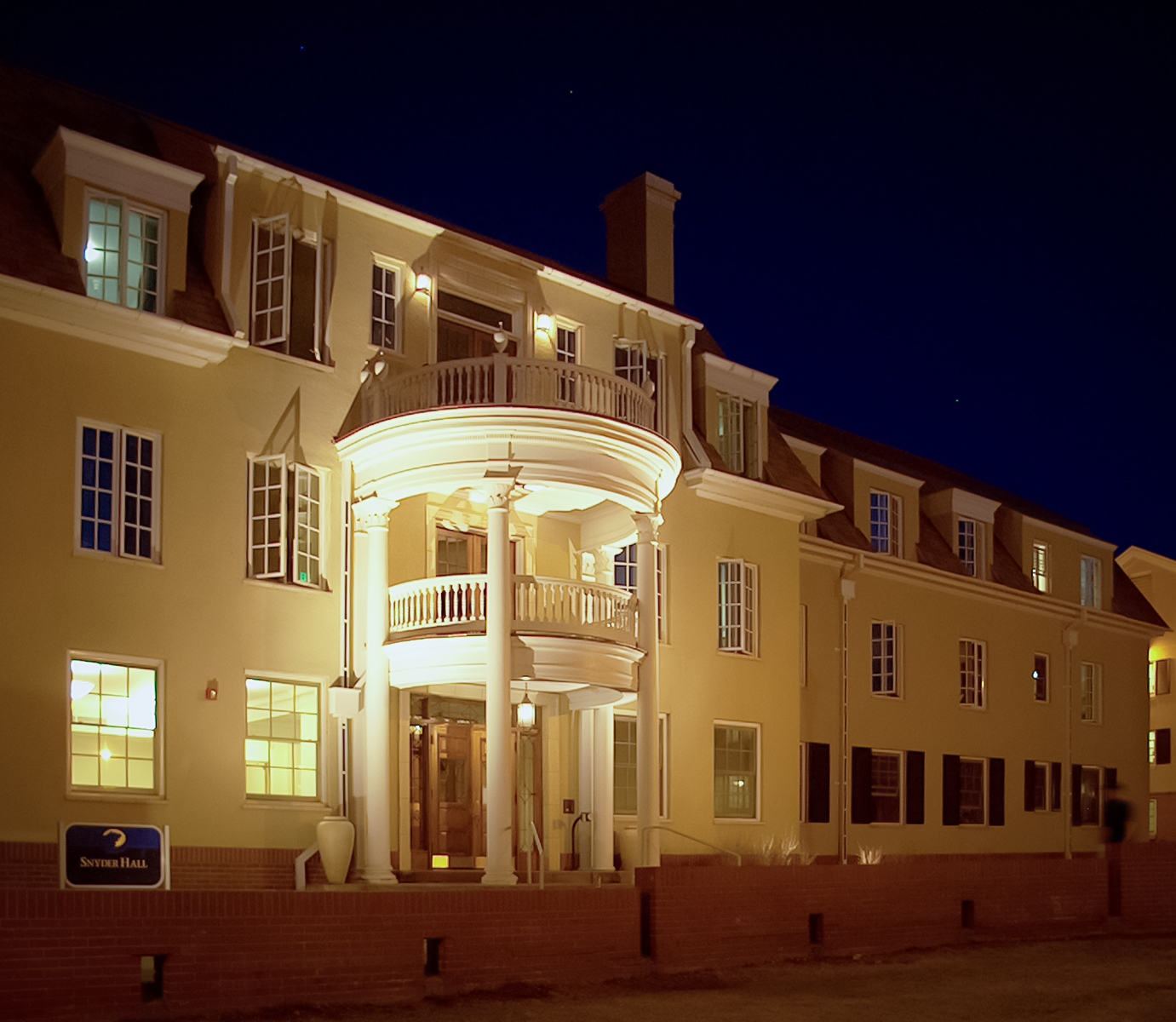

노던콜로라도 대학교(영어: University of Northern Colorado)는 미국 콜로라도주 그릴리에 있는 4년제 주립 대학교이다.

## 학교 연혁과 역사
1889년 4월 1일 첫 개교되어 현재에 이르고 있다.